# Krigsskadestånd
Krigsskadestånd utgår ofta till segrarna i en väpnad konflikt. Det kan utgå i finansiell eller materiell form (det senare till exempel som demontage). Det kan uppfylla olika mer eller mindre uttalade syften, till exempel
- ersättning för reella skador
- bestraffning
- förödmjukelse
- strypning av den förlorande partens ekonomiska utveckling

Syftena hänger ofta ihop i oklara samband vilket är en orsak till att den segrande parten kan uppfatta skadeståndet som (alltför) lindrigt, samtidigt som den förlorande parten ser det som en kränkning. Denna situation uppstod efter det tysk-franska kriget 1870-71, då Frankrike i freden i Frankfurt ålades att betala fem miljarder guldfranc (förutom förlusten av Alsace/Elsass och delar av Lorraine/Lothringen).
I Versaillesfreden 1919 drevs segrarmakterna av motstridiga syften. Medan USA ville begränsa krigsskadeståndet från det besegrade Tyskland till 25 miljarder dollar, krävde Storbritannien och Frankrike 300 miljarder guldfranc. Resultatet blev att skadeståndsbeloppet aldrig fastlades definitivt, vilket i sin tur bland annat ledde till ändlösa förhandlingar, den franska ockupationen av Ruhrområdet, och att skadeståndsfrågan blev en av de frågor som Nationalsocialistiska tyska arbetarepartiet (NSDAP) kunde göra till profilfrågor för partiet.